# Battaglioni M (canzone)
Battaglioni M è un brano musicale composto da Auro D'Alba e musicato da Francesco Pellegrino nel 1941. 
Scritto in forma di marcia, il brano costituiva l'inno ufficiale dei Battaglioni M, le truppe speciali d'élite della Milizia Volontaria per la Sicurezza Nazionale utilizzate nel corso della seconda guerra mondiale. La "M" presente anche nel titolo della canzone è un chiaro riferimento a Benito Mussolini, ripresa nel verso Emme rossa uguale sorte. Il conflitto scoppiato nel 1939 dopo la guerra d'Etiopia richiedeva all'Italia ed agli italiani nuovi sacrifici, ma questa guerra veniva ancora vista come necessaria per il bene supremo della Patria (ricomincia la partita, / senza l'odio non c'è amor). Nella canzone viene anche citata la principale delle battaglie combattute da questo contingente speciale, ovvero la battaglia di Marizai sul fronte greco-albanese del 13 febbraio 1941. Il canto è anche celebrativo della figura di Mussolini per il quale i soldati italiani sono chiamati a morire.